# North Otterington
North Otterington est un village et une paroisse civile du Yorkshire du Nord, en Angleterre.